# Astrocles
Genre
Astrocles est un genre d'étoiles de mer de la famille des Freyellidae.

## Liste d'espèces
Selon ITIS (27 avr. 2010) :
- Astrocles actinodetus Fisher, 1917
- Astrocles japonicus Korovchinksy, 1876

Selon World Register of Marine Species (27 avr. 2010) :
- Astrocles actinodetus Fisher, 1917
- Astrocles djakonovi Gruzov, 1964
- Astrocles japonicus Korovchinsky, 1976